# Gyrodactylus
Gyrodactylus är ett släkte i klassen monogena sugmaskar bland plattmaskarna. Det är sötvattenlevande parasiter som angriper framför allt yngel. Laxdjävul (G. salaris) angriper i synnerhet lax.
Vuxna fiskar är inte lika känsliga som yngel och smolt. Även öring, både vuxna och yngel, kan bli angripna, men infektionen brukar inte vara dödlig, vilket ofta är fallet med laxyngel som drabbas. Flera norska älvar har blivit hårt drabbade av Gyrodactylus med följd att laxen i dem har minskat kraftigt. Gyrodactylus bekämpades tidigare med Rotenon som släpptes ut i älvarna. Ett problem var att även laxen dog. På senare tid har försök gjorts att ta död på enbart parasiten med hjälp av aluminiumsalter och utspädd svavelsyra. Ansvariga för försöken är NIVA, Norska Institutet för Vattenforskning.